# St-Germain (Dommerville)

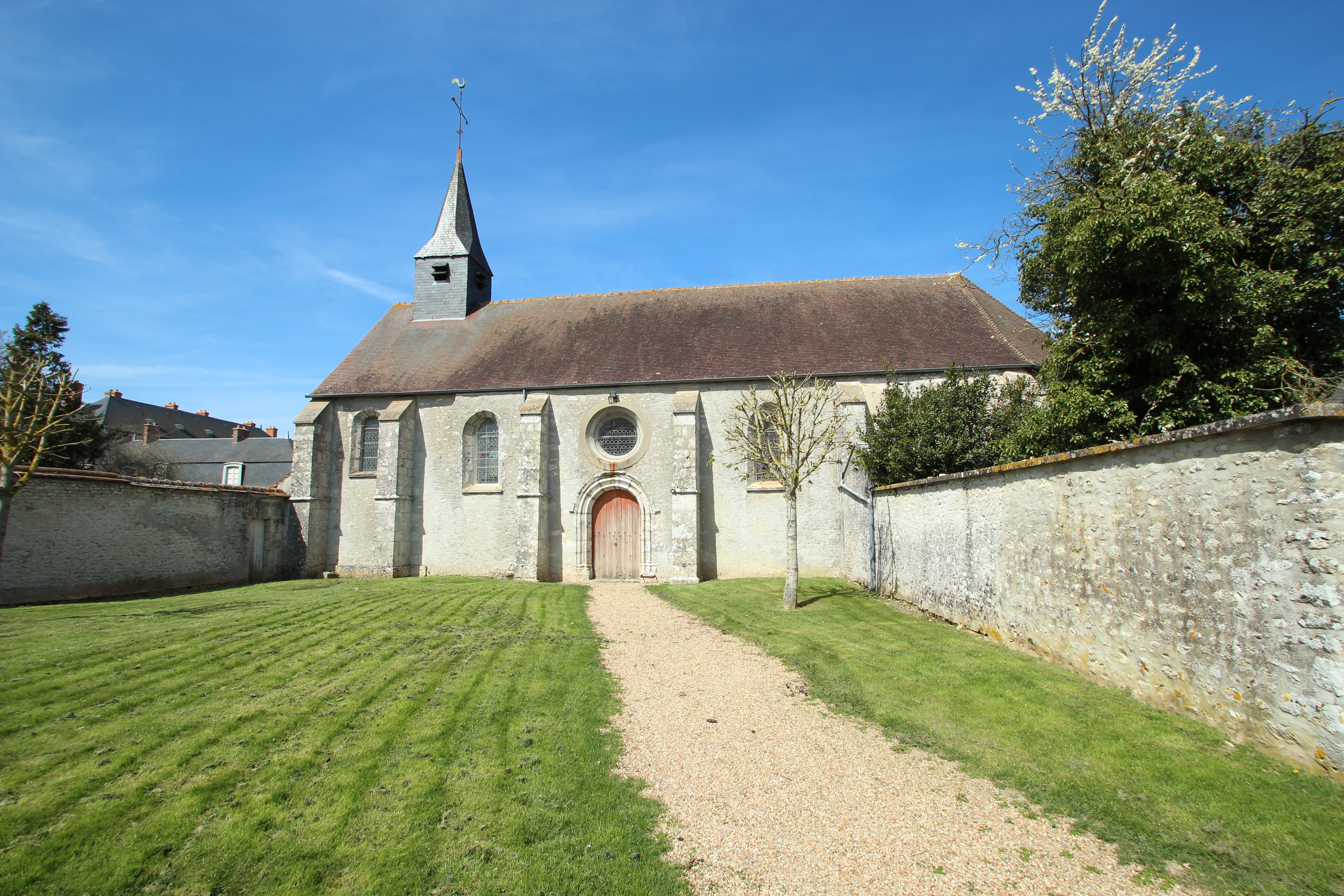
St-Germain in Dommerville

Die katholische Kirche St-Germain in Dommerville, einem Ortsteil der französischen Gemeinde Angerville im Département Essonne in der Region Île-de-France, wurde ab dem 12. Jahrhundert errichtet. Die Kirche ist dem heiligen Germanus von Auxerre geweiht.
Der Saalbau aus Kalkstein an der Rue de la Plaine, direkt neben dem Schloss Dommerville, besitzt starke Strebepfeiler. Das rundbogige Portal stammt aus dem 15. Jahrhundert. Der Dachreiter mit Glocke wurde 1845 erneuert. 
Der Grundherr und Besitzer des Schlosses, der Marquis de Hallot, hatte einen eigenen Zugang in die Kirche zu seiner Patronatsloge.
In der Kirche befinden sich zwei gut erhaltene Bleiglasfenster, die 1905 von Henri Carot geschaffen wurden. Sie stellen den heiligen Josef und den heiligen Dionysius dar.